# Kurtdere, Elâzığ
Kurtdere là một xã thuộc thành phố Elâzığ, tỉnh Elâzığ, Thổ Nhĩ Kỳ. Dân số thời điểm năm 2011 là 84 người.